# 小豆雑煮
小豆雑煮（あずきぞうに）は、鳥取県、島根県などの郷土料理。小豆の煮たものに餅を入れた雑煮である。

## 概要
見た目はぜんざい、汁粉に似るが、比較すると小豆雑煮の甘さはあっさりとしている。島根と鳥取を比較した場合、鳥取の小豆雑煮のほうがよりぜんざいや汁粉に近い。
今日では小豆雑煮の甘さも強めになり、ぜんざいとの差異はほとんどなくなっている。また、材料と作り方は同じである。
小豆が使用されるようになった経緯は定かではないが、古来より小豆の赤色に邪気を払う力があるとされていたため、ハレの日の食材として用いられてきたことと関係があるのではないかと考えられている。
出雲地方の旧暦10月は、全国から神々が集まる神在月と呼ばれるが、この時期に催される神事「神在祭」では、「神在（じんざい）餅」として、小豆雑煮が振る舞われた。この神在餅が「ぜんざい」の語源になったとする説がある。
京都府北部の丹後地方や岡山県の一部でも小豆雑煮は食されている。
臼杵藩（現・大分県臼杵市）藩士國枝外右馬が書き残した『国枝外右馬江戸詰中日記』には正月7日の昼は小豆雑煮とするよう言われた旨の記述がある。今日の臼杵では小豆入りの雑煮は食されておらず、ここで記述された「小豆雑煮」がいかなるものだったかは不明である。

## 鳥取県
鳥取県では、小豆雑煮には丸餅を使用することが主流である。三朝町では栃餅を入れる。
小豆の煮汁が多いもの、煮汁は少なく小豆が多いものと様々であり、少数ではあるが砂糖で甘くするのではなく塩味にすることもある。
大山山麓地域では正月三が日で小豆雑煮を食するが、小豆雑煮は元旦のみで2日め以降は別の雑煮にする地域もある。
鳥取県でも山間部では小豆雑煮ではなく、醤油仕立てや味噌仕立ての雑煮を食するところも多い。
江戸時代後期の鳥取地域を統括していた大庄屋が残した記録に、正月に食べたものとして「元旦朝、小豆雑煮」と記されていたため、遅くともこの頃には小豆雑煮が食べられていたことが分かるが、いつ頃に始まったのかは定かではない。

## 島根県
島根県では、小豆雑煮には丸餅を使用する。主に松江市、平田市（現・出雲市）で食されている雑煮である。
元旦には、岩海苔が入ったすまし汁の雑煮を食べ、2日めから小豆雑煮を食べる地域もある。
上述のように出雲地方では旧暦10月にも神在餅として食される。
島根県東部と隠岐諸島ではすまし汁の雑煮に花かつおと雑煮用の海苔（岩海苔を餅用に加工した海苔）を乗せる。県西部ではすまし汁の雑煮に黒豆を乗せ、山間部ではすまし汁の雑煮に豆腐、コンニャク、蕪などを入れていた。餅はいずれも丸餅を焼かずに使用する。

## 石川県
石川県能登地方で小豆雑煮が食されている。